# Indas de Cartagena
Cartagena [de Indias] là một khu tự quản thuộc tỉnh Bolívar, Colombia. Thủ phủ của khu tự quản Cartagena [de Indias] đóng tại Cartagena de Indias Khu tự quản Cartagena [de Indias] có diện tích 570 ki lô mét vuông. Đến thời điểm ngày 28 tháng 5 năm 2005, khu tự quản Cartagena [de Indias] có dân số 656632 người.